# 海外移住組合法
海外移住組合法（かいがいいじゅうくみあいほう、昭和2年3月30日法律25号）は、海外移民を助成する目的で組織される組合に関する法律である。海外移住組合法の廃止に関する法律（昭和25年4月1日法律第93号）により廃止。

## 概要
海外移住組合に加入する組合員および同一の家に在る者は、組合から海外移住に必要な資金の貸付を受け、そのために必要な貯金の便宜を受け、また組合の取得し、または借受けた土地建物その他の物件の譲渡または利用を受けることができた。
組合は、通常、道府県を1区域とし、共同して目的を達するため連合会を設けることができ、その組織監督その他をこの法律で規定された。
1948年（昭和23年）、所得税法の一部を改正する等の法律（昭和23年7月7日法律第107号）36条の規定によって、本法に13条の2が新設され、海外移住組合及び海外移住組合連合会には、所得税、法人税及び地方税法による営業税が課せられないことが規定された。なお、本改正規定は、所得税法の一部を改正する等の法律附則39条の規定によって、公布の日（1948年（昭和23年）7月7日）から施行された。
しかし、1950年（昭和25年）、所得税法等の改正に伴う関係法令の整理に関する法律（昭和25年3月31日法律第79号）4条の規定によって、13条の2の規定は削除された。なお、本改正規定は、所得税法等の改正に伴う関係法令の整理に関する法律附則1項の規定によって、1950年（昭和25年）4月1日から施行された。
なお、本法の施行規則として、海外移住組合法施行規則（昭和2年3月30日内務省令28号）が制定されていた。